# Okko y los fantasmas
Okko's Inn (若おかみは小学生！ Waka Okami wa Shōgakusei!?, "The Young Innkeeper Is a Grade Schooler!"), es una serie de literatura infantil japonesa, escrito por Hiroko Reijo e ilustrados por Asami. Kodansha lanzó veinte volúmenes entre 2003 y 2013 bajo el sello de Aoi Tori Bunko. Una adaptación de manga con arte de Eiko Ōuchi se serializó en el manga Shōjo de Kodansha, Nakayoshi, y se recopiló en siete volúmenes de Tankōbon. La película de anime de 2018 fue nominada en los Annie Awards a Mejor Película de Animación-Independiente.

## Trama
Después de que sus padres murieran en un accidente automovilístico y perdieran la memoria, Oriko "Okko" Seki se muda a la "Posada Primavera", un Ryokan donde trabaja su abuela. Allí, Okko se hace amiga del fantasma de un niño Makoto "Uribo" Tachiuri, el difunto amigo de la infancia de Mineko. Él incita a Okko a ser la futura dueña de la posada.

## Episodios
| N.º | Título | Estreno Original         | Estreno en Latinoamérica         |
| --- | --- | ------------------------ | -------------------------------- |
| 1   | «¡¿Por qué soy la futura dueña?!» «Nande watashi ga waka okami!?» (なんで わたし が わか おかみ！?)                            | 8 de abril de 2018       | 23 de agosto de 2021 (BitMe)     |
| 2   | «¡Futura dueña, cuidado con el bombón rosa!» «Pin furi chûi de waka okami!» (ぴん ふり ちゅい で わか おかみ！)                | 15 de abril de 2018      | 23 de agosto de 2021 (BitMe)     |
| 3   | «¡¿La futura dueña sólo comete errores?!» «Shippai bakaride waka okami!» (しっぱい ばかりで わか おかみ！)                     | 22 de abril de 2018      | 24 de agosto de 2021 (BitMe)     |
| 4   | «¡Futura dueña entra el concurso de dulces!» «Kashi kontesuto ni waka okami!» (かし こんてすと に わか おかみ！)               | 29 de abril de 2018      | 25 de agosto de 2021 (BitMe)     |
| 5   | «¡La futura dueña en una revista!» «Zasshi no shuzai de waka okami!» (ざっし の しゅざい で わか おかみ！)                     | 6 de mayo de 2018        | 26 de agosto de 2021 (BitMe)     |
| 6   | «¡La futura dueña se encuentra con otro fantasma!» «Yûrei mitsuketa! Waka okami!!» (ゆれい みつけた！ わか おかみ！！)         | 13 de mayo de 2018       | 27 de agosto de 2021 (BitMe)     |
| 7   | «¡¿Los huéspedes ahora son futuros dueños también?!» «Okyakusama mo waka okami!?» (おきゃくさま も わか おかみ！？)            | 20 de mayo de 2018       | 30 de agosto de 2021 (BitMe)     |
| 8   | «¡Futura dueña, hay un joven muy apuesto!» «Ikemen da yo! Waka okami» (いけめん だ よ！ わか おかみ)                           | 27 de mayo de 2018       | 31 de agosto de 2021 (BitMe)     |
| 9   | «¡La futura dueña, inicia la operación!» «Sakusen kaishi no waka okami!» (さくせん かいし の わか おかみ！)                    | 3 de junio de 2018       | 1 de septiembre de 2021 (BitMe)  |
| 10  | «¡¿La futura dueña se hace mejor amiga de su rival?!» «Futari wa shin'yû!? Waka okami» (ふたり わ しんゆ！？ わか おかみ)      | 10 de junio de 2018      | 2 de septiembre de 2021 (BitMe)  |
| 11  | «¡La futura dueña se encuentra con un monje misterioso!» «Reikan-shi datte, waka okami!» (れいかんーし だって、 わか おかみ！) | 17 de junio de 2018      | 3 de septiembre de 2021 (BitMe)  |
| 12  | «¡La futura dueña le dice adiós a los fantasmas!» «Sayonara yûrei!? Waka okami» (さよなら ゆれい！？ わか おかみ)              | 24 de junio de 2018      | 6 de septiembre de 2021 (BitMe)  |
| 13  | «¡La futura dueña de viaje a Taiwán!» «Taiwan ryokô e waka okami!» (たいわん りょこ え わか おかみ！)                          | 1 de julio de 2018       | 7 de septiembre de 2021 (BitMe)  |
| 14  | «¡La futura dueña de viaje a Taiwán parte dos!» «Taiwan ryokô de waka okami!» (たいわん りょこ で わか おかみ！)               | 8 de julio de 2018       | 8 de septiembre de 2021 (BitMe)  |
| 15  | «¡La futura dueña y la actriz egoísta!» «Wagamama joyû to waka okami!!» (わがまま じょゆ と わか おかみ！！)                   | 15 de julio de 2018      | 9 de septiembre de 2021 (BitMe)  |
| 16  | «¡Las lágrimas verdaderas y la futura dueña!» «Namida no riyû to waka okami!» (なみだ の りゆ と わか おかみ！)                | 22 de julio de 2018      | 10 de septiembre de 2021 (BitMe) |
| 17  | «¡La futura dueña y los dos Uribos!» «Sokkuri! Bikkuri! Waka okami» (そっくり！ びっくり！ わか おかみ)                        | 29 de julio de 2018      | 13 de septiembre de 2021 (BitMe) |
| 18  | «¡La futura dueña está estancada!» «Masaka no suranpu!? Waka okami!» (まさか の すらんぷ！？ わか おかみ！)                    | 5 de agosto de 2018      | 14 de septiembre de 2021 (BitMe) |
| 19  | «¡La futura dueña y la premonición de amor!» «Koi no yokan!? Waka okami!» (こい の よかん！？ わか おかみ！)                   | 12 de agosto de 2018     | 15 de septiembre de 2021 (BitMe) |
| 20  | «¡La futura dueña y los verdaderos sentimienntos!» «Honto no kimochi to waka okami!» (ほんと の きもち と わか おかみ！)       | 19 de agosto de 2018     | 16 de septiembre de 2021 (BitMe) |
| 21  | «¡La futura dueña y la posada embrujada!» «Obake ryokan de waka okami!» (おばけ りょかん で わか おかみ！)                     | 26 de agosto de 2018     | 17 de septiembre de 2021 (BitMe) |
| 22  | «¡La futura dueña y la dueña tacaña!» «Dokechi shûgyô de waka okami!» (どけち しゅぎょ で わか おかみ！)                       | 2 de septiembre de 2018  | 20 de septiembre de 2021 (BitMe) |
| 23  | «¡Futura dueña está en una situación desesperada!» «Zettai zetsumei!! Waka okami!» (ぜったい ぜつめい！！ わか おかみ！)       | 9 de septiembre de 2018  | 21 de septiembre de 2021 (BitMe) |
| 24  | «¡Okko se prueba a sí misma que es una futura dueña!» «Yappari okko wa waka okami!» (やっぱり おっこ わ わか おかみ！)         | 16 de septiembre de 2018 | 22 de septiembre de 2021 (BitMe) |